# Liste des communes des Abruzzes
Liste des communes des Abruzzes, par province.
- Communes de la province de L'Aquila
- Communes de la province de Chieti
- Communes de la province de Pescara
- Communes de la province de Teramo